# District de Baramulla
Le district de Baramulla (ourdou : ضلع بارہ مولہ) est un district du territoire du Jammu-et-Cachemire, en Inde.

## Géographie
Au recensement de 2011, sa population compte 1 015 503 habitants.
Son chef-lieu est la ville de Baramulla. 